# Barry MacKay
Barry McKay, född 31 augusti 1935 i Cincinnati, Ohio, död 15 juni 2012 i San Francisco, Kalifornien, var en amerikansk högerhänt tennisspelare.
Barry McKay var en framstående tennisspelare som hade stora internationella framgångar framförallt i slutet av 1950-talet. År 1960 rankades han som USA:s främste manlige spelare. 

## Tenniskarriären
McKay blev 1957 singelmästare i NCAA då han spelade för the University of Michigan. Tillsammans med landsmannen Sam Giammalva nådde han 1958 dubbelfinalen i Grand Slam-turneringen US Open. I finalen mötte de paret Alex Olmedo/Hamilton Richardson som vann med 6-4, 3-6, 6-3, 6-4. 
Bland singelmeriterna kan nämnas två titlar i inomhusturneringen som i dag är SAP Open, International series i San José i Kalifornien. Sin förnämsta singeltitel vann han 1960 i grusturneringen Italienska öppna. I finalen besegrade han det föregående årets mästare, chilenaren Luis Ayala med siffrorna 7-5, 7-5, 0-6, 0-6, 6-1.
Perioden 1956-60 deltog McKay i det amerikanska Davis Cup-laget. Han spelade totalt 31 matcher av vilka han vann 22 (17 i singel). Han deltog i tre slutfinaler (Challenge Round), (1957, 1958 och 1959), samtliga spelades mot Australien. I finalen 1958 segrade USA med 3-2 i matcher, men McKay förlorade den gången båda sina singelmatcher (mot Ashley Cooper och Malcolm Anderson). I Davis Cup-sammanhang noterade McKay segrar över spelare som Nicola Pietrangeli och Rod Laver och vid ett tillfälle också över Ashley Cooper.

## Spelaren och personen
Efter avslutad tävlingskarriär har McKay arbetat som tenniskommentator på amerikansk television. Han var också arrangör av ATP-turneringen SAP Open perioden 1970-95. 